# Eustomias bibulbosus
Eustomias bibulbosus är en fiskart som beskrevs av Parr 1927. Eustomias bibulbosus ingår i släktet Eustomias och familjen Stomiidae. Inga underarter finns listade i Catalogue of Life.